# 李永胜 (1971年)
李永胜（1971年10月—），男，北京人，中华人民共和国外交官。

## 生平
李永胜1995年参加工作，曾任常驻联合国代表团参赞兼法律顾问、外交部海洋法事务特别顾问、新疆维吾尔自治区人民政府外事办公室副主任。2023年9月，任外交部驻香港特派员公署副特派员。